# Erebia subtusferruginea
Erebia subtusferruginea är en fjärilsart som beskrevs av Müller 1928. Erebia subtusferruginea ingår i släktet Erebia och familjen praktfjärilar. Inga underarter finns listade i Catalogue of Life.